# Eleccions legislatives letones de 2006
Les eleccions legislatives letones de 2006 se celebraren el 7 d'octubre de 2006 per a renovar els 100 membres del Saeima. La participació fou del 62,23%, amb 901.173 dels 1.448.039 possibles votants. El partit més votat fou el Partit Popular, cosa que va permetre continuar com a primer ministre de Letònia Aigars Kalvītis, però el desembre de 2007 va dimitir i fou substituït per Ivars Godmanis (Via Letona).

## Resultats
|         | |          |       |          |     |  |  |  |  |  |  |  |  |  |
| Partits | Partits | Vots     | %     | Escons   | +/- |  |  |  |  |  |  |  |  |  |
|         | Partit Popular (Tautas partija) | 177, 481 | 19.56 | 23 / 100 | 3   |  |  |  |  |  |  |  |  |  |
|         | Unió de Verds i Agricultors (Zaļo un Zemnieku savienība) - Unió d'Agricultors Letons (Latvijas Zemnieku savienība) - Partit Verd de Letònia (Latvijas Zaļā partija) | 151, 595 | 16.71 | 18 / 100 | 6   |  |  |  |  |  |  |  |  |  |
|         | Nova Era (Jaunais Laiks) | 148, 602 | 16.38 | 18 / 100 | 8   |  |  |  |  |  |  |  |  |  |
|         | Centre de l'Harmonia (Saskaņas centrs) - Partit de l'Harmonia Nacional (Tautas saskaņas partija) - Partit Socialista Letó (Latvijas Sociālistiskā partija)          | 130, 887 | 14.42 | 17 / 100 | 17  |  |  |  |  |  |  |  |  |  |
|         | Primer Partit de Letònia/Via Letona (Latvijas Pirmā partija/Latvijas Ceļš)                                                                                          | 77, 869  | 8.58  | 10 / 100 | =   |  |  |  |  |  |  |  |  |  |
|         | Per la Pàtria i la Llibertat/LNNK (Tēvzemei un Brīvībai/LNNK) | 62, 989  | 6.94  | 8 / 100  | 1   |  |  |  |  |  |  |  |  |  |
|         | Pels Drets Humans en una Letònia Unida (Par cilvēka tiesībām vienotā Latvijā)                                                                                       | 54, 684  | 6.03  | 6 / 100  | 19  |  |  |  |  |  |  |  |  |  |
|         | Partit Socialdemòcrata Obrer Letó (Latvijas Sociāldemokrātiskā strādnieku partija)                                                                                  | 31, 728  | 3.5   | 0 / 100  | =   |  |  |  |  |  |  |  |  |  |
|         | Pàtria (Dzimtene) | 18, 860  | 2.08  | 0 / 100  | Nou |  |  |  |  |  |  |  |  |  |
|         | Tot per Letònia! (Visu Latvijai!) | 13, 469  | 1.48  | 0 / 100  | Nou |  |  |  |  |  |  |  |  |  |
|         | Nous Demòcrates (Jaunie Demokrāti) | 11, 505  | 1.27  | 0 / 100  | Nou |  |  |  |  |  |  |  |  |  |
| Total   | Total | 901,173  | 100.0 | 100      |     |  |  |  |  |  |  |  |  |  |